# Cyanogomphus comparabilis
Cyanogomphus comparabilis – gatunek ważki z rodziny gadziogłówkowatych (Gomphidae). Występuje na terenie Ameryki Południowej; stwierdzony na dwóch znacznie od siebie oddalonych stanowiskach w Brazylii – w stanach Mato Grosso i São Paulo.